# Porto de Portimão

O Porto de Portimão é um porto de Portugal, que serve de entreposto comercial desde tempos pré-históricos.
O porto comercial de Portimão possui um cais com um comprimento de 330 m, um cais Ro-Ro, um terrapleno com cerca de 22.000 m2 e está equipado com 2 gruas. Pode receber navios até 215 m de comprimento e 8 m de calado, com capacidade até 2.000 passageiros e 50.000 GT. O porto comercial de Portimão detém uma vocação essencialmente turística, apresentando também capacidade para a movimentação de carga geral com condicionantes ao nível das acessibilidades terrestres pela sua inserção na malha urbana e da restrição a cargas limpas compatíveis com as atividades marítimas de lazer.

## História
Desde sempre que existe uma estreita ligação entre a actividade piscatória e o Porto de Portimão. Portimão foi povoado na Pré-Historia, e depois mais tarde, entreposto comercial fenício Gregos|grego]] e cartaginês. Com os romanos, torna-se muito conhecido devido ao seu excelente porto. Em simultâneo com Silves e Alvor, Portimão foi um pequeno centro de pesca que, em 1290, os Cavaleiros da Ordem de Santiago conquistaram aos muçulmanos.
No século XVI, do Porto de Portimão, eram exportados produtos locais como figos, azeite, vinho, vassouras e peixe e re-exportados produtos das colónias africanas, ou do Brasil, como escravos e açúcar.
Nos séculos XVII e XVIII, o ritmo de desenvolvimento travou consideravelmente. O comércio abrandou e depois, em 1755 devido ao grande terramoto e principalmente às ondas gigantes que o seguiram, o porto sofreu grandes danos.
No século XIX a indústria conserveira (conservas de peixe) faz renascer, de novo, a antiga vila de Portimão e consequentemente o seu porto, tornando-se num dos principais portos de pesca de Portugal. Em 1924, Portimão é elevada a cidade, e estabelece-se uma estreita relação entre a pesca e o porto de Portimão, que se mantém actualmente.
Já em pleno século XXI, dá-se a abertura do cais do Porto de Cruzeiros de Portimão a grandes navios de cruzeiro, sem qualquer condicionante de maré.

## Movimentação de cargas
- 4º porto de pesca do país
  - 122 Embarcações Registadas
  - 10300 toneladas de pescado ao ano(média dos últimos 6 anos)
- Decréscimo das quantidades pescadas
- Tendência crescente da procura
- Valor estratégico a acautelar
  - Valorizar a memória colectiva
  - Assegurar o equílibrio económico e social
  - Modernizar as estruturas de apoio(exemplo: Rede de Frio)

## Terminal de cruzeiros
O Terminal de Cruzeiros de Portimão oferece um cais de acostagem de 430m, com capacidade de receber navios de cruzeiros até 230m de comprimento fora-a-fora, com um calado máximo de 8m.
Atualmente, o terminal disponibiliza os seguintes serviços: Check-in SEF, com controlo de passageiros e bagagem (RX e Pórtico); Controlo aduaneiro; Posto da Autoridade Marítima; Posto de Turismo